# Terribile
La Terribile è stata una pirocorvetta corazzata della Regia Marina.

## Costruzione e caratteristiche
Costruita tra il 1860 ed il 1862 nei cantieri Forges et Chantiers de la Méditerranée di La Seyne-sur-Mer, la Terribile era stata in origine progettata come batteria galleggiante per difesa costiera, armata con trenta cannoni, ma durante la costruzione il progetto fu rivisto e la nave venne quindi ultimata come pirocorvetta corazzata e l'armamento ridotto a venti cannoni. 
In servizio nel 1862 (completate con un anno di ritardo sul contratto), la Terribile e la capoclasse Formidabile rappresentarono le prime unità corazzate della Regia Marina. Tuttavia risultarono avere grossi problemi relativamente a velocità e manovrabilità: alcuni ufficiali imbarcati su queste corazzate affermarono che faticavano a restare in formazione anche con mare calmo e buone condizioni meteorologiche. Un altro problema era costituito dall'insufficiente estensione della corazzatura.

## Storia operativa
Una volta in servizio, la corazzata venne assegnata alla Squadra d'Evoluzione con base a Taranto, insieme alle pirofregate corazzate Principe di Carignano e San Martino, al pirovascello Re Galantuomo ed a due fregate, una corvetta e tre cannoniere in legno. Comandante della nave fu, tra il 1861 ed il 1863, il capitano di fregata di II classe Vittorio Arminjon.
All'inizio della terza guerra d'indipendenza Terribile e Formidabile si trovavano stazionarie ad Ancona. Sul finire di giugno le due unità vennero richiamate nell'Adriatico meridionale, dove, al largo di Manfredonia, si unirono all'armata d'operazioni, che, partita frattanto da Taranto nella mattinata del 21 giugno, approdò ad Ancona il 25 di pomeriggio. Nel porto marchigiano le navi fecero rifornimento di carbone, poi, all'alba del 26 giugno, l'avviso a ruote Esploratore avvistò una formazione navale austro-ungarica (6 navi corazzate, 4 cannoniere ad elica e due avvisi a ruote) agli ordini del viceammiraglio Wilhelm von Tegetthoff e l'ammiraglio Carlo Pellion di Persano, comandante dell'armata navale, decise di uscire con tutte le navi in grado di partire. In quel momento, tuttavia, la Terribile stava sbarcando otto cannoni rigati da 164 mm (analogo procedimento era in corso sulla Formidabile) da trasferire sulla pirofregata corazzata Principe di Carignano, ed aveva pertanto solo metà dell'armamento: le due corvette riuscirono comunque a partire e ad aggregarsi alla spicciolata alle altre sette corazzate (più l’Esploratore, su cui si era imbarcato Persano). Verso le 6.30 le due formazioni (quella italiana contava nove corazzate più l’Esploratore, su cui si era imbarcato Persano) giunsero in vista, ma a quel punto l'ammiraglio Tegetthoff decise di non dare battaglia e si ritirò, mentre Persano, viste le precarie condizioni delle sue navi, decise di non tentare l'inseguimento. 
Dall'8 al 12 luglio la flotta italiana fu in crociera di guerra nell'Adriatico, senza tuttavia incontrare forze navali nemiche.
Nel primo pomeriggio del 16 luglio l'armata salpò da Ancona diretta a Lissa, dove di progettava di sbarcare. La Terribile prese il mare in formazione con le pirofregate corazzate Re di Portogallo (ammiraglia di Divisione) e Regina Maria Pia e la cannoniera corazzata Varese: questo gruppo bombardò i forti situati sulle colline a ponente di Porto San Giorgio sull'isola di Lissa, ove si progettava di sbarcare, mentre l'altra formazione in cui era stata suddivisa la I Squadra aveva il compito di bombardare dal lato opposto le fortificazioni di Porto San Giorgio. Il bombardamento, iniziato alle 11.30 del 18 luglio e protrattosi, con anche il concorso della III Squadra, sino al tramonto, ottenne discreti risultati, mettendo fuori uso forte San Giorgio e le batterie Schmidt e torre Bentick. Il 19 luglio, invece, mentre la I Squadra si manteneva al largo come forza di copertura e la II e III Squadra proseguivano i bombardamenti contro Porto San Giorgio, la Terribile e la Varese vennero inviate a Porto Comisa, per battere la località con le proprie artiglierie (principale bersaglio fu la batteria «Magnaremi»). Durante tale azione la Terribile fu colpita riportando alcuni danni e dei feriti, che vennero trasbordati in giornata sulla nave ospedale Washington. Nelle due giornate la pirocorvetta sparò un totale di 50 colpi contro le fortificazioni dell'isola.  L'azione proseguì anche il giorno seguente: all'alba le due navi aprirono nuovamente il fuoco contro Porto Comisa. 
Alle 7.50 del mattino del 20 luglio, mentre si facevano i preparativi per lo sbarco sull'isola (in quel momento la Terribile e la Varese stavano bombardando Porto Comisa, ad una quindicina di chilometri dal resto della flotta), sopraggiunse la squadra navale austroungarica agli ordini del viceammiraglio Wilhelm von Tegetthoff: ebbe così inizio la battaglia di Lissa, conclusasi con una drammatica sconfitta della flotta italiana. Le due unità si sarebbero dovute unire alla III Divisione della I Squadra (ridotta alle sole Re di Portogallo e Regina Maria Pia, in quanto nemmeno la quinta unità, la Formidabile, partecipò alla battaglia), ma, nonostante l'arrivo dell'avviso Messaggere e della pirofregata Guiscardo con ordini di Persano in questo senso, mentre la flotta italiana si riuniva, il comandante della Terribile, capitano di fregata Leopoldo De Cosa, si dimostrò molto riluttante a portare la sua nave al combattimento: dopo aver a malincuore concesso alla sezionaria Varese di portarsi avanti (pur essendo più lenta della Terribile, la Varese riuscì, forzando le caldaie, ad accodarsi allo schieramento, seppure una ventina di minuti dopo l'inizio della battaglia), De Cosa fece procedere la sua unità con molta lentezza, tanto da tenerla sostanzialmente fuori dallo scontro (alle dieci la nave si trovava ancora a poppavia della II Squadra del viceammiraglio Giovan Battista Albini, che pure anch'esso aveva deciso di non partecipare alla battaglia e si trovava molto indietro rispetto alle corazzate). Invece che raggiungere il gruppo delle corazzate, la pirocorvetta si unì, invece che alle altre corazzate impegnate nel combattimento, alla squadra di Albini, che di fatto rimase pura spettatrice della battaglia, senza prendervi parte: la Terribile si limitò in sostanza a sparare, sul finire della battaglia, alcuni colpi da grande distanza contro il malconcio pirovascello austroungarico Kaiser, che stava facendo rotta su Porto San Giorgio dopo essere stato pesantemente danneggiato (un più deciso intervento avrebbe potuto probabilmente portare all'affondamento di questa nave, molto malridotta ed isolata dal resto della flotta austriaca). Quando infine la Terribile raggiunse le altre otto corazzate italiane superstiti (una, la Re d’Italia, era stata speronata ed affondata, mentre un'altra, la Palestro era in fiamme e saltò in aria poco più tardi), riunitesi sotto il comando del contrammiraglio Giovanni Vacca, la battaglia era pressoché terminata. L'ammiraglio Vacca, infatti, assunto temporaneamente il comando, fece disporre le navi in linea di fila e diresse a bassa velocità verso la flotta nemica, ma ad un certo punto, tuttavia, la Principe di Carignano invertì la rotta ed iniziò ad allontanarsi dal campo di battaglia, imitata da tutte le altre. Sopraggiunse quindi l’Affondatore, con a bordo l'ammiraglio Persano, che diresse verso la flotta austroungarica ed ordinò di attaccare, sottolineando che «ogni bastimento che non combatte non è al suo posto»: tuttavia solo la Re di Portogallo eseguì tale ordine, rientrando però nei ranghi quando il comandante Augusto Riboty, vedendo che era l'unico ad eseguire tale manovra (Vacca non fece infatti nessuna comunicazione, né di conferma né di smentita), ritenne di essere in errore. La flotta italiana rimase ad incrociare sul posto sino a sera, quando Persano ordinò infine di rientrare ad Ancona: la battaglia era finita.

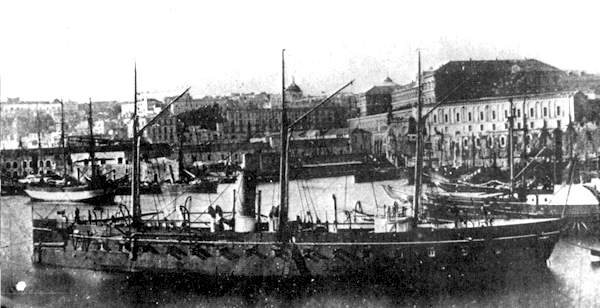
La Terribile all’ormeggio Napoli nel 1869

Per il suo ambiguo comportamento nella battaglia, nel luglio 1867 il comandante De Cosa venne processato (fu l'unico, tra i comandanti delle navi, a subire procedimenti giudiziari), ma il processo venne formulato in maniera tale da portare all'assoluzione dell'imputato.
Nel 1870 la pirocorvetta partecipò alle operazioni di blocco navale e presa di Civitavecchia: alle sette di mattina del 16 settembre 1870 la Terribile fu la prima nave italiana a fare il suo ingresso nel porto laziale, mentre le truppe di Nino Bixio procedevano all'occupazione della città.
Tra il 1872 ed il 1873 la Terribile subì la sostituzione delle caldaie.
Nel corso del 1878 la nave fu sottoposta ad ulteriori lavori di modifica, che ridussero l'armamento ad otto pezzi da 200 mm.
Nel 1887 la Terribile subì altre modifiche: con un armamento composto da 6 cannoni da 105 mm, fu assegnata a compiti di nave scuola cannonieri.
Radiata nel 1904, la vetusta pirocorvetta fu smantellata nel corso del 1905.